# RAR
A .RAR egy archív fájlformátum. Fájlok, könyvtárak archiválására szolgál, támogatja az adatok tömörítését, támogatja a hibajavítást, valamint lehetőséget ad egy archívum több darabban (kötetek) történő létrehozására is. Egy orosz szoftverfejlesztő, Eugene Roshal (a RAR név: Roshal ARchive) fejlesztette és szabadalmaztatta 1993-ban. Később, 1995-ben hozta létre az archiválási szektorban közismert WinRAR archiváló program első változatát. A rar formátum a win.rar GmbH által kiadott licenccel rendelkezik.

## Terjesztés
Mivel a kicsomagoló algoritmust jogdíjmentesen elérhetővé tették a fejlesztők számára, ezért szinte minden, archiválásra kiadott alkalmazás támogatja a RAR formátum kicsomagolását. Az archiválási, tömörítési algoritmus viszont nem vált hozzáférhetővé, így RAR formátumot csak a win.rar GmbH által kiadott archiváló programok képesek létrehozni.
A RAR egy igen innovatív formátum, azonban zártsága miatt sosem tudott úgy elterjedni, mint a jóval korábban megalkotott másik népszerű formátum, a Zip. A RAR lényegesen jobb a Zip formátumnál, azonban megjelentek hasonló teljesítménnyel bíró szabad formátumok is, mint a 7z, ami szintén fékezte elterjedését. Az operációs rendszerek többsége is a Zip formátumot tette alapértelmezetten támogatottá, így a nagyközönség számára a Zip vált a közismert archív vagy tömörített formátummá.

## Jellemzők
A RAR fájlformátum alapértelmezett kiterjesztése a .rar. A .rev fájl a helyreállítási beállításokhoz használatos. A .r00, .r01 – és így tovább – a darabolt rar-fájlok darabkáit jelzik. Ezeket később megváltoztatták, helyettük a .rar fájlkiterjesztés elé helyezett .part001, .part002 stb. kifejezés került. Ezt követően hamarosan a nullás helykitöltők is eltűntek. Ezért a régi megoldás mára elavultnak számít a RAR esetében is.
A RAR fájl minimális mérete 20 bájt, maximális mérete 16 EiB, vagyis 1.8 × 1019 bájt, azaz 18 millió TB (terrabájt).
A hibás archívumok miatti adatvesztés kockázatának minimalizálása érdekében a RAR – ellentétben más tömörítési formátumokkal, például a ZIP, a TAR vagy a gzip – helyreállítási rekordokkal támogatja a javítás lehetőségét. A további hibajavító adatokkal a hibás RAR-archívumok korlátozott mértékben javíthatók. A korrekciós adatok összegét a tömörítéskor százalékban lehet megadni.
A RAR formátum és a hozzá kapcsolódó archiváló alkalmazások szerzői jogait Alexander L. Roshal, Eugene Roshal bátyja birtokolja.

## Verziók
- 0.1 1993 márciusában létrehozott, még hivatalosan nem terjesztett változat
- 1.3 Első verzió, még hiányzik a "Rar!" szignatúra a fájlból
- 1.5 Itt már szignált a fájl, és apróbb javítások történtek
- 2.0 A WinRAR 2.0-s kiadásában debütált
  - Megjelenik a multimédiás tömörítés a színes bittérképes képekhez és az eredetileg tömörítetlen hangformátumokhoz
  - Legfeljebb 1 MiB tömörítési könyvtárméret
  - Megjeleníti az archiválási adatok helyreállítási védelmi rekordját.
- 2.9 A WinRAR 3.0-s kiadásában mutatkozott be 2001 szeptemberében. A WinRAR 5.0 erre a formátumra RAR4-ként hivatkozik
  - A többkötetes archívumok fájlkiterjesztéseinek cseréje .r00, .r01, .r02 stb.-ről .part001.rar, .part002.rar stb.-re
  - Megjelent a fájlok és fájlfejlécek titkosítása
  - A maximális tömörítési könyvtár 4MiB-re nőtt
  - Megjelennek az opcionálisan létrehozható visszaállítási .rev fájlok. Ezek redundanciaadatokat tartalmaztak a hiányzó fájlrészek, kötetek visszaállításához
  - Az archívumok maximális mérete 9 GB fölé nőtt
  - UTF-16-ban tárolt Unicode fájlnevek támogatása
- 5.0 A WinRAR 5.0-s kiadásában debütált RAR5 néven
  - A maximális tömörítési könyvtár 1GiB
  - Maximálisan tárolható útvonalhossz: 2048 karakter
  - Az UTF-8 formátumban tárolt Unicode fájlnevek támogatása
  - Duplikált fájlok érzékelése
  - Az AES titkosítás 128 bitesről 256 bitesre emelkedett
  - 256 bites BLAKE2 fájl hash lesz az alapértelmezett a 32 bites CRC32 fájl ellenőrző összeg helyett
  - NTFS sima és szimbolikus linkek támogatása
  - "gyors nyitás rekord", amely egy speciális archív blokk a fájl végén, tartalmazza az archívumban szereplő fájlok nevét, és lehetővé teszi az archívumok gyorsabb megnyitását.
  - A multimédiás tömörítés (színes bittérképes képekhez és az eredetileg tömörítetlen hangformátumokhoz) algoritmus eltávolítása (ilyen fájlok esetén jobb a RAR4 használata)